# 1-я авиационная дивизия дальнего действия
1-я авиацио́нная Сталингра́дская диви́зия да́льнего де́йствия (1-я ад дд) — авиационное соединение Военно-Воздушных сил (ВВС) Вооружённых Сил РККА дальней бомбардировочной авиации, принимавшее участие в боевых действиях Великой Отечественной войны.

## История наименований дивизии
- 26-я авиационная дивизия;
- 26-я дальне-бомбардировочная авиационная дивизия;
- 26-я дальняя бомбардировочная авиационная дивизия;
- 1-я транспортная авиационная дивизия;
- 1-я авиационная дивизия дальнего действия;
- 1-я авиационная Сталинградская дивизия дальнего действия;
- 1-я бомбардировочная авиационная Сталинградская дивизия;
- 1-я бомбардировочная авиационная Сталинградская Краснознамённая дивизия;
- 1-я транспортная авиационная Сталинградская Краснознамённая дивизия;
- 1-я военно-транспортная авиационная Сталинградская Краснознамённая дивизия;
- Войсковая часть (Полевая почта) 29607.

## История и боевой путь дивизии
1-я транспортная авиационная дивизия была переформирована в 1-ю авиационную дивизию дальнего действия, в соответствии с секретным Приказом НКО Союза ССР № 0577 от 28 июля 1942 года. В состав дивизии, на момент формирования, входили 101, 102 и 103 транспортные авиаполки, также согласно приказа переименованные в авиационные полки дальнего действия. Обоснованием для приказа стало «систематическое применение самолётов ПС-84 в качестве бомбардировщиков» (так написано в приказе).
В августе дивизия перебазирована на аэродромы Эльтон, а затем в Балашов, после чего приняла участие в Сталинградской битве. Дивизия бомбила переправы через реку Дон, железнодорожные мосты и станции, резервы, боевую и другую технику противника, доставляла топливо и боеприпасы своим войскам.
За отличие в боях под Сталинградом дивизия получила почётное наименование «Сталинградская». В конце января 1943 года дивизия перебазирована под Москву и выполняла задачи в интересах Западного и Центрального фронтов. В апреле — мае 1943 года на базе дивизии во исполнение Постановления Государственного Комитета Обороны № ГКО-3275сс от 30 апреля 1943 года сформирован 7-й авиационный корпус дальнего действия на аэродромах Чкаловский, затем в Монино. Дивизия вошла в состав корпуса.
В составе корпуса дивизия принимала участие в операциях и битвах:
- Орловская наступательная операция — с 12 июля 1943 года по 18 августа 1943 года.
- Духовщинско-Демидовская операция — с 13 августа 1943 года по 2 октября 1943 года.
- Брянская наступательная операция — с 17 августа 1943 года по 3 октября 1943 года.
- Красносельско-Ропшинская наступательная операция — с 14 января 1944 года по 30 января 1944 года.
- Ленинградско-Новгородская наступательная операция — с 14 января 1944 года по 1 марта 1944 года.
- Воздушная операция против Финляндии — с 6 февраля 1944 года по 27 февраля 1944 года.
- Белорусская наступательная операция — с 23 июня 1944 года по 29 августа 1944 года.
- Минская наступательная операция — с 29 июня 1944 года по 4 июля 1944 года.
- Полоцкая наступательная операция — с 29 июня 1944 года по 4 июля 1944 года.
- Вильнюсская наступательная операция — с 5 июля 1944 года по 20 июля 1944 года.
- Рижская наступательная операция — с 14 сентября 1944 года по 22 октября 1944 года.
- Таллинская наступательная операция — с 17 сентября 1944 года по 26 сентября 1944 года.
- Мемельская наступательная операция — с 5 октября 1944 года по 22 октября 1944 года.

Базируясь на подмосковных аэродромах дивизия поддерживала наступающие войска Западного, Центрального и Брянского фронтов, действуя в районах Брянска, Орла, Жуковки. С августа 1943 года дивизия перебазировалась на аэродром Хвойная и приступила к действиям в интересах Волховского и Ленинградского фронтов в районах Мга, Синявино, а также против артиллерийской группировки противника в Беззаботной.
По боевой работе дивизия считалась ведущей в корпусе. Всего за период с момента своего формирования по конец сентября 1943 года дивизия выполнила 15 208 боевых вылетов.
В соответствии с Постановлением ГКО СССР от 6 декабря 1944 года 7-й авиационный корпус дальнего действия переформирован в 3-й гвардейский бомбардировочный авиационный корпус, а
1-я авиационная Сталинградская дивизия дальнего действия Директивой Генерального Штаба орг.10/315706 от 26 декабря 1944 года переименована в 1-ю бомбардировочную авиационную Сталинградскую дивизию.

### В действующей армии
В составе действующей армии дивизия находилась с 28 июля 1942 года по 26 декабря 1944 года.

### Командир дивизии
| Звание                           | Имя                        | Период                                      | Примечание                                                                                                 |
| -------------------------------- | -------------------------- | ------------------------------------------- | --- |
| Полковник                        | Нестерцев Виктор Ефимович  | 28 июля 1942 года — 19 мая 1942 года        | ранен 19 мая 1942 года                                                                                     |
| Полковник                        | Филиппов Иван Васильевич   | 19 мая 1942 года — 20 ноября 1942 года      | ВРИД на период ранения командира                                                                           |
| Полковник, Генерал-майор авиации | Нестерцев Виктор Ефимович  | 20 ноября 1942 года — 28 мая 1943 года      | назначен командиром 7-го ак дд                                                                             |
| Полковник                        | Филиппов Иван Васильевич   | 29 мая 1943 года — 10 октября 1943 года     | отстранён за систематические грубые нарушения воинской дисциплины. Назначен заместителем командира дивизии |
| Полковник, Генерал-майор авиации | Картаков Василий Андреевич | 13 октября 1943 года — 26 декабря 1944 года | |

### В составе объединений
| Дата          | Армия                          | Корпус                                              |
| ------------- | ------------------------------ | --------------------------------------------------- |
| 28.07.1942 г. | Дальнебомбардировочная авиация |                                                     |
| 30.04.1943 г. | Авиация дальнего действия      | 7-й авиационный корпус дальнего действия            |
| 23.12.1944 г. | 18-я воздушная армия           | 3-й гвардейский бомбардировочный авиационный корпус |
| 26.12.1944 г. | 18-я воздушная армия           | 3-й гвардейский бомбардировочный авиационный корпус |

## Части и отдельные подразделения дивизии
За весь период своего существования боевой состав дивизии оставался постоянным:
| Период                     | Наименование                                        | Вооружение                             |
| -------------------------- | --------------------------------------------------- | -------------------------------------- |
| 28.04.1942 — 05.11.1943 г. | 101-й авиационный полк дальнего действия            | ПС-84, переформирован в 31-й гв. ап дд |
| 05.11.1943 — 26.12.1944 г. | 31-й гвардейский авиационный полк дальнего действия | ПС-84, переформирован в 31-й гв. бап   |
| 28.04.1942 — 05.11.1943 г. | 102-й авиационный полк дальнего действия            | ПС-84, переформирован в 31-й гв. ап дд |
| 05.11.1943 — 26.12.1944 г. | 32-й гвардейский авиационный полк дальнего действия | ПС-84, переформирован в 32-й гв. бап   |
| 28.04.1942 — 26.03.1943 г. | 103-й авиационный полк дальнего действия            | ПС-84, переформирован в 12-й гв. ап дд |
| 26.03.1943 — 25.05.1943 г. | 12-й гвардейский авиационный полк дальнего действия | ПС-84, убыл в 12-ю ад дд               |
| 10.04.1944 — 26.12.1944 г. | 334-й авиационный полк дальнего действия            | ПС-84, переформирован в 334-й бап      |

## Присвоение гвардейских званий
- 101-й авиационный Красносельский Краснознамённый полк дальнего действия переименован в 31-й гвардейский авиационный Красносельский Краснознамённый полк дальнего действия[7].
- 102-й авиационный Керченский Краснознамённый полк дальнего действия переименован в 32-й гвардейский авиационный Керченский Краснознамённый полк дальнего действия[7].
- 103-й авиационный полк дальнего действия переименован в 12-й гвардейский авиационный полк дальнего действия[8].

## Почётные наименования
- 1-й авиационной дивизии дальнего действия за отличия в боях в Сталинградской битве присвоено почётное наименование «Сталинградская»[9].
- 101-му авиационному полку дальнего действия Приказом НКО СССР 27 мая 1944 года присвоено почётное наименование «Красносельский»[9].
- 102-му Краснознамённому авиационному полку дальнего действия Приказом НКО СССР 27 мая 1944 года присвоено почётное наименование «Керченский»[9].

## Награды
- 1-я авиационная Сталинградская дивизия дальнего действия за образцовое выполнение боевых заданий командования на фронте борьбы с немецкими захватчиками и проявленные при этом доблесть и мужество Указом Президиума Верховного Совета СССР от 5 ноября 1944 г. «О награждении орденом Красного Знамени соединений и частей авиации дальнего действия» награждён орденом Боевого Красного Знамени.
- 101-й авиационный Красносельский полк дальнего действия Указом Президиума Верховного Совета СССР от 30 августа 1944 года награждён орденом Боевого Красного Знамени.
- 102-й авиационный полк дальнего действия за боевые отличия Указом Президиума Верховного Совета СССР от 18 сентября 1943 года награждён орденом Боевого Красного Знамени.

## Отличившиеся воины дивизии
- Валухов Иван Семёнович, капитан, командир эскадрильи 334-го авиационного полка дальнего действия 1-й авиационной дивизии дальнего действия 7-го авиационного корпуса дальнего действия авиации дальнего действия Указом Президиума Верховного Совета СССР 19 августа 1944 года удостоен звания Героя Советского Союза. Золотая Звезда № 4413.
- Гаврилов Тимофей Кузьмич, капитан, командир эскадрильи 102-го авиационного полка дальнего действия 1-й авиационной дивизии дальнего действия 7-го авиационного корпуса дальнего действия авиации дальнего действия Указом Президиума Верховного Совета СССР 13 марта 1944 года удостоен звания Героя Советского Союза. Золотая Звезда № 3570.
- Каспаров Ашот Джумшудович, майор, командир эскадрильи 101-го авиационного полка дальнего действия 1-й авиационной дивизии дальнего действия 7-го авиационного корпуса дальнего действия авиации дальнего действия Указом Президиума Верховного Совета СССР 5 ноября 1944 года удостоен звания Героя Советского Союза. Золотая Звезда № 5246.
- Козлов Иосиф Дмитриевич, майор, штурман 101-го авиационного полка дальнего действия 1-й авиационной дивизии дальнего действия 7-го авиационного корпуса дальнего действия авиации дальнего действия Указом Президиума Верховного Совета СССР 13 марта 1944 года удостоен звания Героя Советского Союза. Золотая Звезда № 3601.
- Лунц Борис Григорьевич, капитан, командир эскадрильи 101-го авиационного полка дальнего действия 1-й авиационной дивизии дальнего действия 7-го авиационного корпуса дальнего действия авиации дальнего действия Указом Президиума Верховного Совета СССР 27 июля 1943 года удостоен звания Героя Советского Союза. Золотая Звезда № 1053.
- Масленников Виталий Иванович, майор, командир эскадрильи 101-го авиационного полка дальнего действия 1-й авиационной дивизии дальнего действия 7-го авиационного корпуса дальнего действия авиации дальнего действия Указом Президиума Верховного Совета СССР 13 марта 1944 года удостоен звания Героя Советского Союза. Золотая Звезда № 3306.
- Покачалов Николай Николаевич, майор, штурман эскадрильи 101-го авиационного полка дальнего действия 1-й авиационной дивизии дальнего действия 7-го авиационного корпуса дальнего действия авиации дальнего действия Указом Президиума Верховного Совета СССР 13 марта 1944 года удостоен звания Героя Советского Союза. Золотая Звезда № 3595.

## Благодарности Верховного Главного Командования
Воинам дивизии в состав корпуса объявлены благодарности:
- За прорыв обороны немцев на бобруйском направлении, юго-западнее города Жлобин и севернее города Рогачёв[10].
- За отличие в боях при овладении столицей Советской Белоруссии городом Минск — важнейшим стратегическим узлом обороны немцев на западном направлении[11].
- За отличие в боях при овладении столицей Советской Латвии городом Рига — важной военно-морской базой и мощным узлом обороны немцев в Прибалтике[12].

## Базирование
| Период            | Аэродром           |
| ----------------- | ------------------ |
| 08.1942 — 08.1942 | Эльтон             |
| 08.1942 — 01.1943 | Балашов            |
| 01.1943 — 08.1943 | Монино, Чкаловский |
| 08.1943 — 08.1943 | Хвойное            |